# Angie e le ricette di Violetta
Angie e le ricette di Violetta è una serie televisiva italiana del 2014 creata da Disney Channel e trasmessa per la prima volta sul canale italiano il 9 giugno dello stesso anno.
La prima stagione si divide in due parti. La prima parte è trasmessa dal 9 giugno 2014 al 20 giugno dello stesso anno mentre la seconda parte è trasmessa dal 13 ottobre 2014 al 24 ottobre dello stesso anno. 
Protagonista assoluta di questa nuova serie è Angie, che vuole creare un blog in cui cimentarsi in diversi piatti ispirati alla vita di Violetta, dei suoi amici e familiari. E con l'aiuto di Olga, riuscirà a diventare una bravissima cuoca.
La serie è stata rinnovata per una seconda stagione trasmessi dall'8 giugno al 1 luglio 2015 in Italia. I primi due episodi della seconda stagione sono stati trasmessi in anteprima il 3 aprile 2015 per le festività Pasquali su Disney Channel.

## Episodi
| Stagione         | Episodi | Prima TV Italia |
| ---------------- | ------- | --------------- |
| Prima stagione   | 20      | 2014            |
| Seconda stagione | 20      | 2015            |